# Troitski (Slaviansk, Krasnodar)
Troitski (del ruso: Троицкий) es un jútor del raión de Slaviansk del krai de Krasnodar, en el sur de Rusia. Está situado en los arrozales situados entre los distributarios del delta del Kubán, en la orilla derecha del brazo principal de este río, frente a Troitskaya, 10 km al sur de Slaviansk-na-Kubani y 70 al oeste de Krasnodar, la capital del krai. Tenía 268 habitantes en 2010.
Pertenece al municipio Mayevskoye.

## Historia
La localidad fue fundada en la década de 1870 y su nombre deriva del origen de sus primeros habitantes, Troitskaya, situada en el margen opuesta del Kubán y perteneciente al raión de Krymsk.

## Economía
El principal sector económico de la localidad es la agricultura, explotada por una granja-cooperativa de agricultores.

## Servicios sociales
Cuenta con un punto de enfermería y un polideportivo, entre otros establecimientos.